# Möljeryds kyrka
Möljeryds kyrka är en kyrkobyggnad i Möljeryd i Ronneby kommun. Den är församlingskyrka i Ronneby församling i Lunds stift.

## Kyrkobyggnaden
Byggnaden uppfördes år 1894 som kombinerad kyrka och folkskola efter ritningar av arkitekten N. O. Berlin. Byggnaden hade då en skjutbar mellanvägg så att interiören vid behov kunde ställas om från två skolsalar till ett kyrkorum. Byggnaden fick en permanent ombyggnad till renodlad kyrkobyggnad år 1925 när den nya folkskolan i Möljeryd invigdes. För ombyggnaden anlitades från Ronneby stadsbyggnadsmästaren Carl Modigh och 1928 stod ombyggnadsarbetet färdigt. Utvändigt fick kyrkobyggnaden ett traditionellt sadeltak istället för som tidigare med en mycket markerad takfot. Utseendet förenklades också då gavelkorsen och takspiran plockades bort. Under en period i mitten av 1900-talet bar kyrkobyggnaden en putsad fasad men denna har därefter återställts till en liggande träpanel.
Den fristående klockstapeln byggdes ursprungligen som en mindre kopia av den klockstapel som stod i anslutning till Brukskapellet i Kallinge.. Klockstapeln stod klar år 1912 med en klocka gjuten i Stockholm och den togs i bruk julen samma år. Klockstapeln bär en rödmålad träpanel i kontrast till kyrkobyggnadens vitmålade träpanel.
Under vintern 2022-2023 höll pastoratet kyrkan stängd på grund av det höga elpriset.

## Inventarier
- Dopfunten av trä skänktes av Möljeryds kyrkliga ungdomskrets till kyrkan julen 1944. Den har följande inskrift: I HERRENS HELGEDOM * ATT MÄNSKORS BARN MÅ FINNA * DET NYA LIVETS LÄKEDOM.
- Altartavlan är utförd år 1928 av Gunnar Torhamn. Samma konstnär kompletterade målningen år 1956 på plats i kyrkosalen.
- Krucifix i trä, inköpt i Oberammergau 1928.
- Ljuskronor i mässing tillverkade 1928 av Karlskrona lampfabrik

## Orgeln
Orgeln med tio stämmor är byggd år 1956 av Mårtenssons orgelfabrik i Lund. Orgeln är mekanisk.
Disposition:
| Manual (I) C-g3 | Manual (II) C-g3 | Pedalverk (P) C-f1 | Koppel |
| Gedackt 8'      | Spetsgamba 8'    | Gedacktbas 16'     | I/P    |
| Principal 4'    | Rörflöjt 4'      | Täckflöjt 4'       | II/P   |
| Gemshorn 2'     | Principal 2'     |                    | II/I   |
| Scharf 2 ch.    | Kvinta 1 1⁄3'    |                    |        |

## Bildgalleri

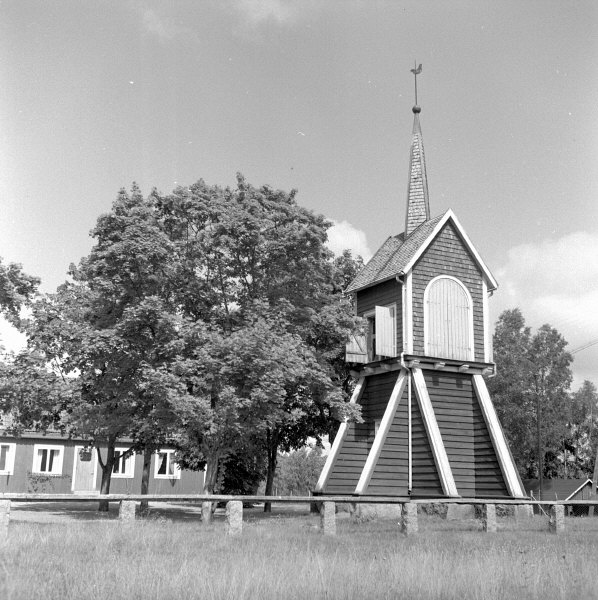
Klockstapeln
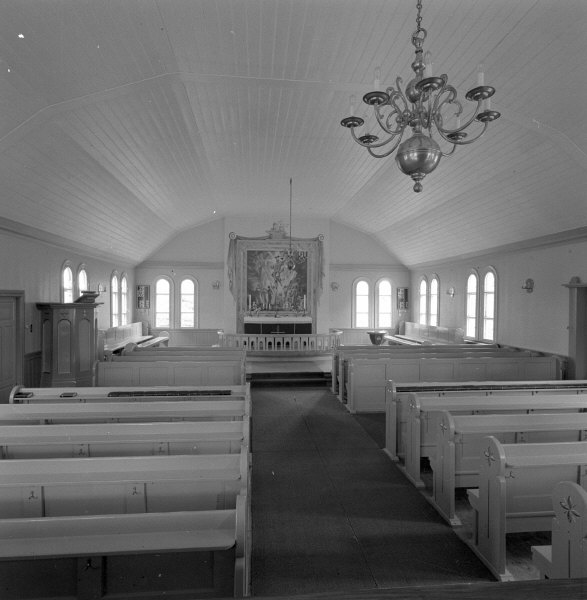
Interiör
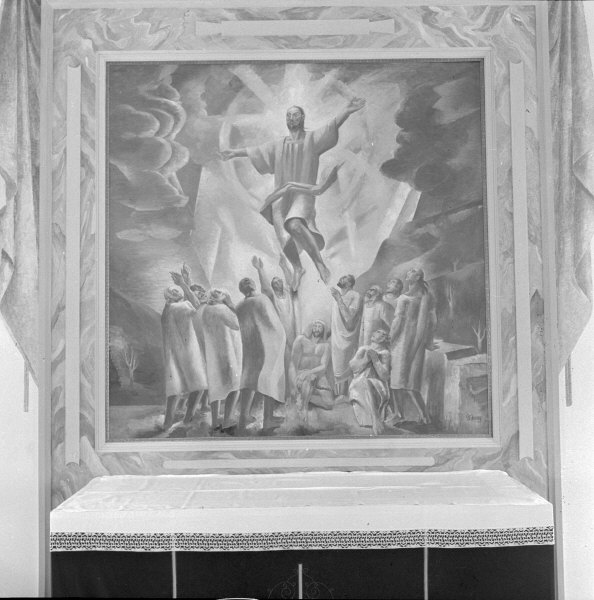
Altartavla av G.Torhamn
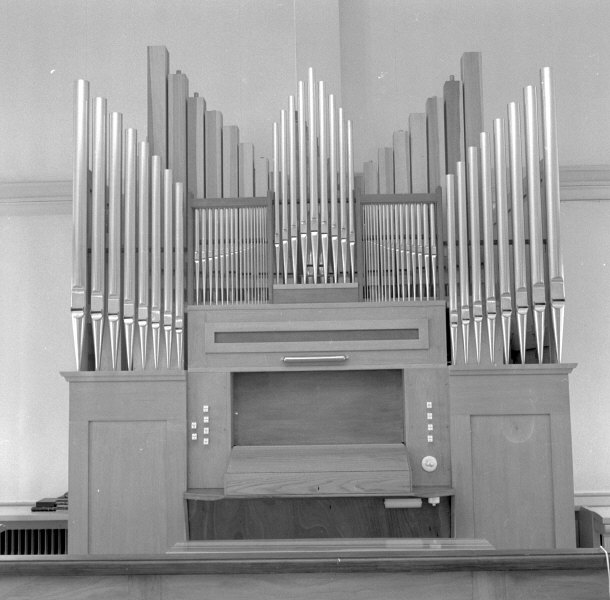
Orgeln

### Webbkällor
- Ronneby församling
- Svenska kyrkan om Möljeryds kyrka